# Dadsonit
Dadsonit ist ein selten vorkommendes Mineral aus der Mineralklasse der „Sulfide und Sulfosalze“. Es kristallisiert im triklinen Kristallsystem mit der chemischen Zusammensetzung Pb23Sb25S60Cl, besteht also aus Blei, Antimon, Schwefel und Chlor und gehört strukturell zu den Sulfosalzen.
Dadsonit ist in jeder Form undurchsichtig (opak) und entwickelt nur kleine faserige bis nadelige Kristalle bis etwa zwei Millimeter Länge mit parallel der Längsachse gestreiften Flächen, die überwiegend zu „stahlwolleartigen“ Mineral-Aggregaten gruppiert sind. Im Normalfall hat das Mineral eine bleigraue Farbe und weist einen metallischen Glanz auf. Polierte Flächen werfen das Licht dagegen weiß mit einem grünlichen Stich zurück und in Öl konnten blutrote Reflexionen beobachtet werden. Auf der Strichtafel hinterlässte Dadsonit einen schwarzen Strich.

## Etymologie und Geschichte
Erstmals beschrieben wurde Dadsonit 1969 durch John Leslie Jambor (1936–2008), der das Mineral nach dem kanadischen Mineralogen Alexander Stewart Dadson (1906–1958) benannte, um dessen Bemühungen zur Erschließung der Gold-Lagerstätte Yellowknife zu ehren.
Für die Analyse von Dadsonit verwendete Jambor Proben aus insgesamt vier Fundorten:
- „Giant Mine“ bei Yellowknife in den kanadischen Nordwest-Territorien
- „Taylor Pit“, Huntingdon im Hastings County der kanadischen Provinz Ontario
- Graf Jost-Christian-Zeche bei Wolfsberg (Sangerhausen) im Landkreis Mansfeld-Südharz in Sachsen-Anhalt, Deutschland
- „Red Bird Mine“ im District Antelope Springs, Pershing County, Nevada, USA

Alle vier Fundorte gelten daher als Typlokalität für Dadsonit.
Typmaterial des Minerals wird im Geological Survey of Canada in Ottawa und im Royal Ontario Museum in Toronto (Register-Nr. M30905) in Kanada, in der Mines ParisTech (auch École des mines de Paris, englisch National School of Mines) in Frankreich, im Natural History Museum in London (Register-Nr. 1972,11) sowie im National Museum of Natural History in Washington, D.C., USA (Register-Nr. 123240) aufbewahrt.

## Klassifikation
In der veralteten 8. Auflage der Mineralsystematik nach Strunz gehörte der Dadsonit zur Mineralklasse der „Sulfide und Sulfosalze“ und dort zur Abteilung „Komplexe Sulfide (Sulfosalze)“, wo er gemeinsam mit Boulangerit, Fülöppit, Guettardit, Heteromorphit, Jamesonit, Launayit, Madocit, Meneghinit, Plagionit, Playfairit, Robinsonit, Semseyit, Sorbyit, Sterryit, Tintinait, Twinnit, Veenit und Zinkenit in der „Jamesonit-Boulangerit-Gruppe (Bleiantimonspießglanze)“ mit der Systemnummer II/D.07 steht.
In der zuletzt 2018 überarbeiteten Lapis-Systematik nach Stefan Weiß, die formal auf der alten Systematik von Karl Hugo Strunz in der 8. Auflage basiert, erhielt das Mineral die System- und Mineralnummer II/E.20-060. Dies entspricht der Klasse der „Sulfide und Sulfosalze“ und dort der Abteilung „Sulfosalze (S : As,Sb,Bi = x)“, wo Dadsonit zusammen mit Ciriottiit, Disulfodadsonit, Launayit, Madocit, Meerschautit, Parasterryit, Pellouxit, Playfairit, Sorbyit und Sterryit eine unbenannte Gruppe mit der Systemnummer II/E.20 bildet.
Die von der International Mineralogical Association (IMA) zuletzt 2009 aktualisierte 9. Auflage der Strunz’schen Mineralsystematik ordnet den Dadsonit in die Klasse der „Sulfide und Sulfosalze (Sulfide, Selenide, Telluride, Arsenide, Antimonide, Bismutide, Sulfarsenide, Sulfantimonide, Sulfbismutide)“ und dort in die Abteilung „Sulfosalze mit SnS als Vorbild“ ein. Hier ist das Mineral in der Unterabteilung „Nur mit Blei (Pb)“ zu finden, wo es als einziges Mitglied eine unbenannte Gruppe mit der Systemnummer 2.HC.30 bildet.
In der vorwiegend im englischen Sprachraum gebräuchlichen Systematik der Minerale nach Dana hat Dadsonit die System- und Mineralnummer 03.06.08.01. Das entspricht der Klasse der „Sulfide und Sulfosalze“ und dort der Abteilung „Sulfosalze“. Hier findet er sich innerhalb der Unterabteilung „Sulfosalze mit dem Verhältnis 2,0 < z/y < 2,49 und der Zusammensetzung (A+)i (A2+)j [By Cz], A = Metalle, B = Halbmetalle, C = Nichtmetalle“ als einziges Mitglied in einer unbenannten Gruppe mit der Systemnummer 03.06.08.

## Bildung und Fundorte
Dadsonit bildet sich in Hydrothermal-Adern, wo er meist mit anderen Sulfiden und Blei-Sulfosalzen vergesellschaftet auftritt. So fand sich unter anderem in den Nordwest-Territorien und bei Ontario in Kanada Jamesonit, im Pershing County von Nevada in den USA Robinsonit sowie bei Saint-Pons im Département Alpes-de-Haute-Provence in Frankreich Bournonit, Boulangerit, Chalkostibit und Zinkenit als Begleitminerale.
Als seltene Mineralbildung konnte Dadsonit nur an wenigen Fundorten nachgewiesen werden, wobei bisher (Stand 2013) etwas mehr als 10 Fundorte als bekannt gelten. Neben den bereits benannten Typlokalitäten und dem einzigen französischen Fundort sind dies noch die Gruben von Kamariza bei Agios Konstantinos in der griechischen Gemeinde Lavrio (Attika), Seravezza und Stazzema in der italienischen Provinz Lucca (Toskana), Dúbrava (Liptovský Mikuláš) und Liptovské Kľačany im Žilinský kraj der Slowakei und eine Antimongrube bei Montenartró in der spanischen Comarca Pallars Sobirà.

## Kristallstruktur
Dadsonit kristallisiert triklin in der Raumgruppe P1 (Raumgruppen-Nr. 2) mit den Gitterparametern a = 8,276 Å; b = 17,392 Å; c = 19,505 Å; α = 83,527°; β = 77,882° und γ = 89,125° sowie eine Formeleinheiten pro Elementarzelle.